# Championship Surfer
Championship Surfer est un jeu vidéo de surf sorti en 2000 sur Dreamcast, PlayStation et Windows.